# Alpinia guinanensis
Alpinia guinanensis là một loài thực vật có hoa trong họ Gừng. Loài này được D.Fang & X.X.Chen mô tả khoa học đầu tiên năm 1982.